# Trine Rein
Trine Rein (San Francisco, 7 novembre 1970) è una cantante statunitense con cittadinanza norvegese.

## Biografia
Nata a San Francisco da genitori norvegesi, Trine Rein è salita alla ribalta nel 1993 grazie al suo album di debutto Finders Keepers, che ha trascorso cinque settimane consecutive in vetta alla classifica norvegese e che le ha fruttato un premio Spellemann, il principale riconoscimento musicale norvegese, per il miglior artista esordiente. Il disco ha venduto 200.000 unità in madrepatria e ha avuto fortuna anche in Giappone, dove ha venduto 400.000 copie.
Nel 1996 il secondo album di Trine Rein, Beneath My Skin, ha esordito direttamente in vetta alla classifica norvegese, finendo per vendere 300.000 dischi a livello nazionale. La cantante è stata candidata agli Spellemann dello stesso anno per la migliore artista femminile. Il terzo album, To Find the Truth, è uscito nel 1998, e in seguito a risultati commerciali deludenti (non è infatti andato oltre il 22º posto in classifica), la cantante ha preso una pausa dalla sua carriera musicale.
È tornata alla ribalta nel 2006 con la sua partecipazione al Melodi Grand Prix, il programma di selezione del rappresentante norvegese per l'Eurovision Song Contest, dove ha presentato l'inedito Here for the Show, arrivando in finale. Ha ritentato la selezione eurovisiva nazionale l'anno successivo con Maybe, in duetto con Andreas Ljones, ma non ha raggiunto la fase finale del concorso.
Nel 2010 Trine Rein ha pubblicato Seeds of Joy, il suo primo album in dodici anni, che ha raggiunto il 19º posto nella classifica norvegese. È stato seguito l'anno successivo dall'album natalizio Julegaven, riproposto in versione live nel 2018.

## Discografia

### Album in studio
- 1993 – Finders Keepers
- 1996 – Beneath My Skin
- 1998 – To Find the Truth
- 2010 – Seeds of Joy
- 2011 – Julegaven
- 2017 – The Well

### Album live
- 2013 – 20 år midt i musikken (Hit'er & favoritter - Live)
- 2018 – Julegaven live (con Eli Kristin Hanssveen)

### Raccolte
- 1998 – The Greatest
- 2004 – The Very Best of Trine Rein

### Singoli
- 1993 – Just Missed the Train
- 1994 – Stay with Me Baby
- 1994 – Summertime Magic
- 1996 – Torn
- 1996 – Do You Really Wanna Leave Me This Way
- 1996 – The State I'm In
- 1996 – Never Far Away
- 1996 – Old Soul
- 1997 – David
- 1998 – World Without You
- 1998 – Stars and Angels
- 2004 – With or Without You
- 2006 – Here for the Show
- 2007 – Maybe (con Andreas Ljones)
- 2008 – Time for Peace (con i Kor-90)
- 2010 – Not for Long (feat. Paal Flaata)
- 2011 – Just the Way I Am
- 2011 – Når klokkene slår
- 2012 – If You're Next to Me
- 2012 – When Heroes Are Made (con Mikkel Gaup)
- 2014 – Closer (con Christian Ingebrigtsen)
- 2015 – Den første julenatt (con Christian Ingebrigtsen e Gaute Ormåsen)
- 2016 – Don't Say It's Over
- 2016 – Hello It's Me
- 2016 – Julegaven (con Eli Kristin Hanssveen)
- 2019 – Where Do We Go? (con Ole Børud)
- 2019 – Live & Forgive
- 2020 – You Make Me Oooo
- 2020 – Joy